# Bojan Leskovar
Bojan Leskovar, slovenski gospodarstvenik, * 28. april 1931, Libeliče.  
Leskovar je leta 1964 diplomiral na mariborski VTŠ. Od 1951 je bil zaposlen kot tehnik v kranjskem podjetju Iskra, od 1974 v Fužinarju v Ljubljani, od 1979 v Uniorju v Zrečah, kjer je 1985 vodil gradnjo obrata homokinetičnih zgibov in nato tudi proizvodnjo v tem obratu. Od leta 1993 do 1997 je bil direktor družbe Unior Atras. S povezovanjem z mednarodno skupino podjetij za izdelavo vozil in agrotehničnih izdelkov je spodbudil kapitalsko povezovanje podjetja Unior.
Leta 2011 je prejel priznanje »Častni občan občine Zreče«. 